# عطلة في كمبوديا
عطلة في كمبوديا (بالإنجليزية:  Holiday in Cambodia)‏ هي أغنية لفرقة الروك الأمريكية البانك ديد كينيدي.تم إصدارها باعتبارها الأغنية
المنفردة الثانية للمجموعة في مايو 1986، بواسطة الموسيقى الاختيارية مع "Police Truck" بصفتها B-side.تم التقاط الصورة الموجودة على الغلاف الأمامي للأغنية المنفردة من مذبحة جامعة تاماسات في تايلاند ، والتي تصور أحد أعضاء الحشد وهو يضرب جثة أحد المتظاهرين المشنوقة بواسطة كرسي معدني. تم إعادة تسجيل الأغنية لألبوم الفرقة الأول ، (Fresh Fruit for Rotting Vegetables )عام 1980 التسجيل الأصلي للأغنية ، بالإضافة إلى B-side للأغنية ،موجودان في "rarities album" الألبوم النوادر Give Me Convenience or Give Me Death) في عام 1987.

## التكوين
كُتبت الأغنية بعد فترة وجيزة من ديكتاتورية الإبادة الجماعية للخمير الحمر، بقيادة بول بوت وحزبه الشيوعي في كمبوتشيا ، والذي يُقدر أنه مسؤول عن مقتل ما يقرب من ربع السكان الكمبوديين بين عامي 1975 و 1979.كلمات الأغاني تنتقد الطلاب المخادعين في سن الجامعة في العالم الغربي ، وتناقض أسلوب حياتهم مع أسلوب الحياة في ظل النظام الكمبودي.
تم إعادة تسجيل هذه الأغنية التي تظهر على Fresh Fruit for Rotting Vegetables مختلفة عن النسخة المنفردة ، حيث تكون أطول بخمس وخمسين ثانية ، بوتيرة أعلى وتتميز بمقدمة ممتدة متأثرة بالتصفح، فضلاً عن جسر ممتد و الغيتار المنفرد.

## الدعوى قضائية
في أكتوبر 1998 ، تم رفع دعوى قضائية على جيلو بيافرا من قبل ثلاثة أعضاء سابقين في Dead Kennedys، زعموا أنهم تعرضوا للاحتيال على الإتاوات المستحقة لهم. كانت صناعة التسجيلات تتخلص من الإتاوات المستحقة للفنانين منذ البداية، "وفقًا لعازف الجيتار East Bay Ray في Dead Kennedys." لا تختلف هذه الحالة عن موسيقيي البلوز الذين تم استغلالهم في العشرينات والثلاثينيات هنا لا ينكر أننا الضحايا هنا. "وفقًا لبيافرا ، كانت الدعوى نتيجة لرفضه السماح باستخدام" عطلة في كمبوديا "في إعلان تجاري لـ Levi's Dockers ؛ يعارض بيافرا ليفي بسبب ما يعتقد أنه عمل غير عادل.خسرت بيافرا الدعوى بصفتها مالكة Alternative Tentacles ، وحُكم عليها بدفع 200000 دولار كتعويض لأعضاء الفرقة الآخرين.

## الرسوم البيانية
| UK Indie (Official Charts Company)[بحاجة لمصدر أفضل] |
| ---------------------------------------------------- |